# فنومانية

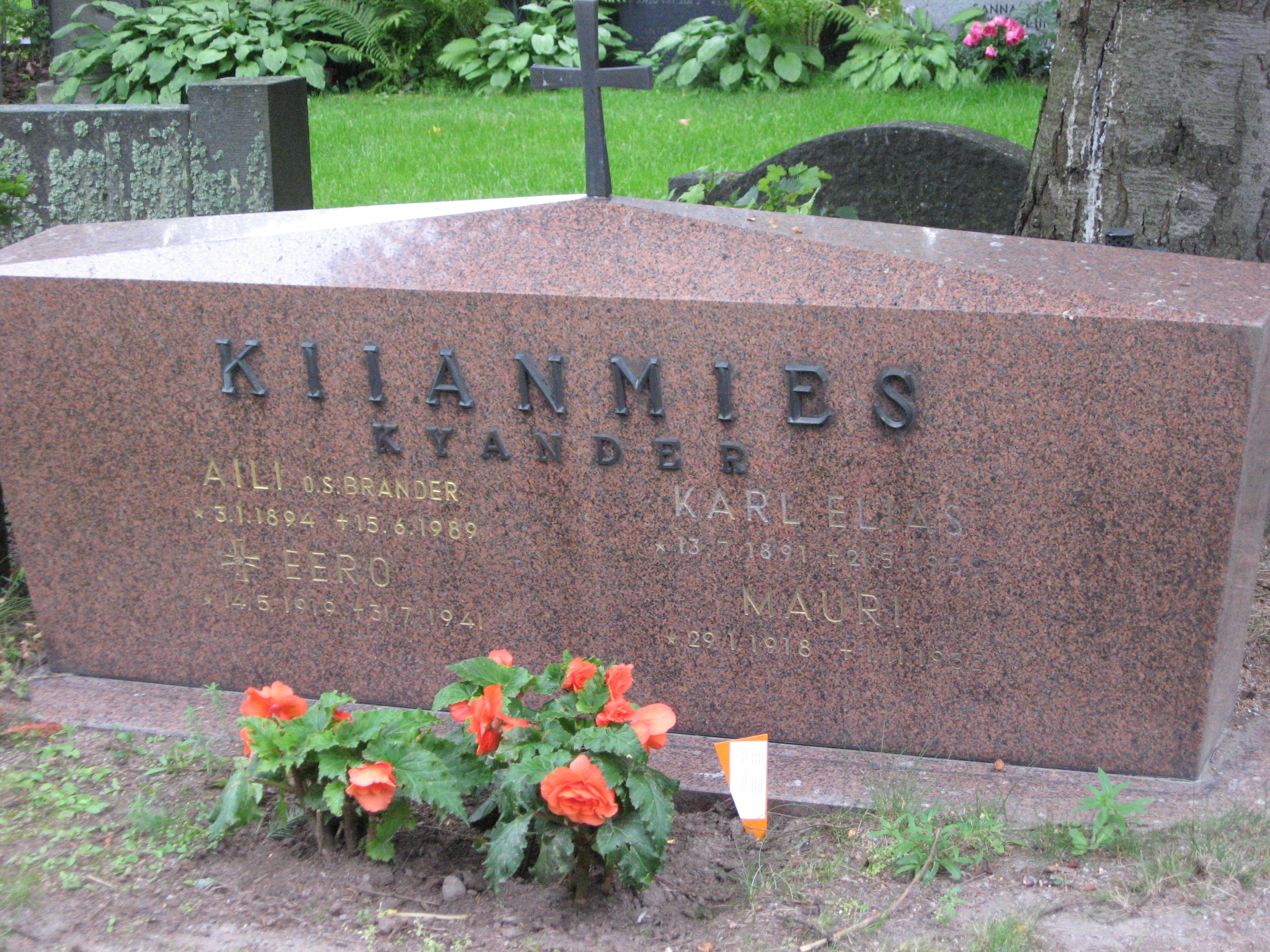

الفنومانية (بالفنلندية: Fennomania)، حركة سياسية من القرن التاسع عشر، ألهمت الرومانسية القومية، ولدت زمن دوقية فنلندا الكبرى، الدولة سبقت فنلندا الحالية، والتابعة إلى الإمبراطورية الروسية من 1809 حتى 1917.

## التاريخ
بعد حرب القرم، أسسوا الحزب الفنلندي وصعّدوا من الصراع اللغوي، سعياً للصعود باللغة الفنلندية وبالثقافة الفينية من الحالة الفلاحية إلى وضعية اللغة الوطنية والثقافة الوطنية. حاولت حركة الزفيكومانية المعارضة الدفاع عن حالة السويدية في فنلندا وعن الصلات مع العالم الجرماني.
رغم أن نظرية الفنومانيين لم تكن شائعة بقدر ما كانت بعد جيل بآسيكيفي (مواليد 1870)، توالفت أفكارهم جزئياً مع تركة الزفيكومانيين، فسـَادَ استيعاب الفنلنديين بأن أمتهم ثنائية اللغة.
كان الكثيرون من الرعيل الأول من الفنومانيين متحدثون أصلاً بالسويدية كلغة أم. وقد تعلم بعضهم اللغة الفنلندية، وحرصوا على استخدامها داخل وخارج المنزل.
أتى العديد من الفنومانيين من بيوت فنلندية أو ثنائية اللغة. كان لبعضهم في الأصل ألقاب سويدية، وهو أمر شائع في فنلندا آنداك.
كما فنلد معظم الفنومانيون أسماء عائلاتهم، خصوصاً من نهاية القرن التاسع عشر
في السنوات الأخيرة من القرن التاسع عشر والأولى من القرن العشرين، انشقت الحركة الفنومانية إلى حزبين سياسيين: الحزب الفنلندي القديم و‌الحزب الفنلندي الشاب.